# Johan Gundel
Johan Ludvig Aron Gundel (* 2. März 1875 in Ataa; † 25. Januar 1941 ebenda) war ein grönländischer Landesrat.

## Leben
Johan Gundel war der Sohn des dänischen Udstedsverwalters Niels Christian Gundel (1818–1891) und seiner grönländischen Frau Kathrine Pauline Fly (1838–1881). Einer seiner Neffen war der Schriftsteller Peter Gundel (1895–1931).
Er lebte als Jäger in Ilulissat. Von 1917 bis 1922 saß er für eine Legislaturperiode im nordgrönländischen Landesrat. Er starb 1941 im Alter von 65 Jahren in seinem Geburtsort.